# Trebnje
Trebnje (in passato in tedesco Treffen) è un comune di 14 371 abitanti della Slovenia centrale. 
Sito in una regione ricca di boschi, e dominato da un antichissimo castello, il villaggio di Trebnje è sede di una colonia di artisti autodidatti, le cui sculture in legno sono esposte nel parco cittadino. Negli antichi documenti medievali viene citata come Treffn o Treuen. 
Il vecchio castello detto Grad (Schloss Trebn nelle fonti medievali) che domina la cittadina, situato su una ripida altura, fu probabilmente costruito su fondamenta romane prima del secolo IX e fu più volte distrutto e ricostruito. 

Nell'antica chiesa paesana di Sveta Marija (lett. Santa Maria), edificio gotico a tre navate del secolo XVI, sono conservate antiche pietre tombali.
Vi nacquero l'arcivescovo di Lubiana Alojzij Šuštar e il primo Presidente del Governo della Slovenia democratica, Lojze Peterle.

## Storia
In epoca asburgica l'attuale territorio comunale era suddiviso nei comuni catastali di: Veliki Gaber (ted. Großgaber), Zagorica (ted. Sagoritza o Sagoriza), Stehanja Vas (ted. Stockendorf), Prapreče (ted. Prapetsche), Dolga Njiva (ted. Langenacker), Mali Videm (ted. Kleinweiden), Čatež (ted. Tschatesch), Velika Loka (ted. Großlack o Grosslak), Skovec (ted. Skouz), Ševnica (ted. Scheinitz), Šent Štefan (ted. Sankt Stefan), Trebnje (ted. Treffen), Medvedje Selo (ted. Bärenthal), Češnjevek (ted. Kerschdorf), Lukovek (ted. Lukouk), Ponikve (ted. Ponique o Ponikwe), Vrhtrebnje (ted. Obertreffen), Korita (ted. Trögern), Dobrniče (ted. Döbernik o Döbernig), Knežja Vas (ted. Grafendorf) e Selo pri Šumperku (ted. Selo bei Schönberg).
Successivamente Dolga Njiva, Mali Videm, Čatež, Skovec e Šent Štefan vennero aggregate al comune di Velika Loka; Vrhtrebnje, Ševnica, Češnjevek, Medvedje Selo, Lukovek e Ponikve al comune di Trebnje; Korita, Knežja Vas e Selo pri Šumperku al comune di Dobrniče.
Dal 1941 al 1943, durante l'occupazione italiana, ha fatto parte della Provincia di Lubiana.
Nel 2006, 24 insediamenti (naselja), distaccandosi dal comune di Trebnje sono andati a costituire il comune di Šentrupert e 43 insediamenti , sono andati a ricostituire il comune di Mokronog-Trebelno. Nel 2011, 22 insediamenti, distaccandosi dal comune di Trebnje sono andati a costituire il comune di Mirna.

## Località
Il comune è suddiviso in 154 insediamenti (naselja):
- Arčelca
- Artmanja vas
- Babna Gora
- Belšinja vas
- Benečija
- Bič
- Blato
- Breza
- Brezovica pri Mirni
- Cesta
- Cirnik
- Debenec
- Dečja vas
- Dobrava
- Dobravica pri Velikem Gabru
- Dobrnič
- Dol pri Trebnjem
- Dolenja Dobrava
- Dolenja Nemška vas
- Dolenja vas pri Čatežu
- Dolenje Kamenje pri Dobrniču
- Dolenje Medvedje Selo
- Dolenje Ponikve
- Dolenje Selce
- Dolenji Podboršt pri Trebnjem
- Dolenji Podšumberk
- Dolenji Vrh
- Dolga Njiva pri Šentlovren
- Dolnje Prapreče
- Čatež
- Češnjevek
- Glinek
- Goljek
- Gombišče
- Gomila
- Gorenja Dobrava
- Gorenja Nemška vas
- Gorenja vas pri Čatežu
- Gorenja vas pri Mirni
- Gorenja vas
- Gorenje Kamenje pri Dobrniču
- Gorenje Medvedje selo
- Gorenje Ponikve
- Gorenje Selce
- Gorenji Podboršt pri Veliki Loki
- Gorenji Podšumberk
- Gorenji Vrh pri Dobrniču
- Gornje Prapreče
- Gradišče pri Trebnjem
- Grič pri Trebnjem
- Grm
- Grmada
- Hudeje
- Iglenik pri Veliki Loki
- Jezero
- Kamni Potok
- Knežja vas
- Korenitka
- Korita
- Kriška Reber
- Križ
- Krtina
- Krušni Vrh
- Kukenberk
- Lipnik
- Lisec
- Log pri Žužemberku
- Lokve pri Dobrniču
- Lukovek
- Luža
- Mačji Dol
- Mačkovec
- Mala Loka
- Mala Ševnica
- Male Dole pri Stehanji vasi
- Mali Gaber
- Mali Videm
- Martinja vas
- Medvedjek
- Meglenik
- Migolica
- Migolska Gora
- Mirna
- Mrzla Luža
- Muhabran
- Občine
- Odrga
- Orlaka
- Pekel
- Pluska
- Podlisec
- Potok
- Praprotnica
- Preska pri Dobrniču
- Primštal
- Pristavica pri Velikem Gabru
- Račje selo
- Ravne
- Razbore
- Rdeči Kal
- Repče
- Replje
- Reva
- Rihpovec
- Rodine pri Trebnjem
- Roje pri Čatežu
- Roženpelj
- Rožni Vrh
- Sajenice
- Sejenice
- Sela pri Šumberku
- Selo pri Mirni
- Selska Gora
- Stan
- Stara Gora
- Stehanja vas
- Stranje pri Dobrniču
- Stranje pri Velikem
- Gabru
- Studenec
- Svetinja
- Šahovec
- Šentlovrenc
- Ševnica
- Škovec
- Škrjanče
- Šmaver
- Štefan pri Trebnjem
- Trbinc
- Trebanjski Vrh
- Trebnje
- Trnje
- Vavpča vas pri Dobrniču
- Velika Loka
- Velika Ševnica
- Velike Dole
- Veliki Gaber
- Veliki Videm
- Volčja Jama
- Volčje Njive
- Vrbovec
- Vrhovo pri Šentlovrencu
- Vrhtrebnje
- Vrtače
- Zabrdje
- Zagorica pri Dobrniču
- Zagorica pri Čatežu
- Zagorica pri Velikem Gabru
- Zagorica
- Zavrh
- Zidani Most
- Žabjek
- Železno
- Žubina